# Gábor Kemény (Politiker, 1910)

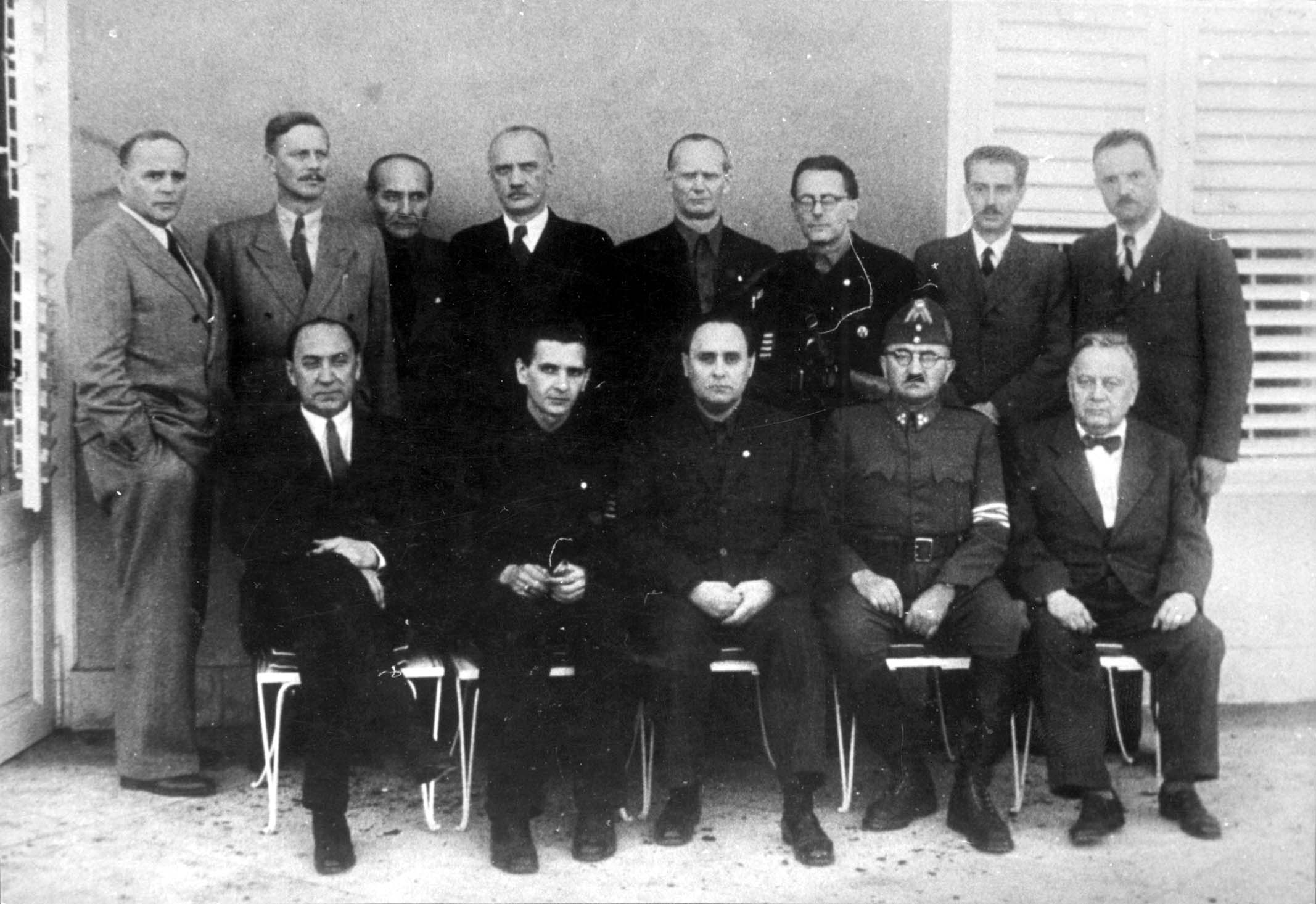
Kemény im Kabinett Szálasi (in der ersten Reihe der zweite von links)

Gábor Kemény (geboren 14. Dezember 1910 in Budapest, Österreich-Ungarn; gestorben 19. März 1946, Königreich Ungarn) war ein ungarischer Politiker und von 1944 bis 1945 Außenminister der ungarischen Pfeilkreuzlerregierung.

## Leben
Baron Gábor Kemény hatte in Budapest Jura studiert und für die Zeitung Pester Journal gearbeitet. In der Pfeilkreuzlerbewegung war er am 5. Februar 1943 in die Parteiführung aufgerückt, und sein Name erschien in der Folge auf verschiedenen Kabinettsentwürfen des Parteiführers Ferenc Szálasi.
Im Alter von 33 Jahren wurde Kemény am 16. Oktober 1944 ungarischer Außenminister und war dies bis  zum 27. März 1945 in der vom deutschen Botschafter und Generalbevollmächtigten Edmund Veesenmayer kontrollierten Marionettenregierung von Ferenc Szálasi. Dieser hatte mit Unterstützung der deutschen Besatzungsmacht gegen den Reichsverweser Miklós Horthy erfolgreich geputscht und sich von diesem am 15. Oktober 1944, um 18 Uhr zum Nachfolger erklären lassen. Szálasi war damit gleichzeitig auch Nachfolger des Ministerpräsidenten Géza Lakatos.
Kemény hatte die Südtirolerin Elisabeth von Fuchs geheiratet, die nun in Budapest vom schwedischen Botschaftsangehörigen Raoul Wallenberg angesprochen wurde, als es um die weitere Anerkennung von Schutzpässen für ungarische Juden ging, die in Budapest von den Konsulaten El Salvadors, der Schweiz, des Vatikans und eben auch Schwedens ausgestellt worden waren, um für deren Inhaber Zwangsarbeit oder Deportation in deutsche Konzentrationslager zu verhindern. Vorher war es unter der Regierung von Döme Sztójay zwischen dem 27. April 1944 und dem 11. Juli 1944 schon zur Deportation von 437.000 ungarischen Juden gekommen. Diese Deportationen waren unter Géza Lakatos gestoppt worden und wurden nun wieder aufgenommen. Das Eichmann-Kommando fand in der Pfeilkreuzler-Regierung willfährige Helfer und in einigen Budapester Botschaften neutraler Länder ein paar mutige Gegner. In der kurzen Zeit des Pfeilkreuzler-Regimes sind nach Schätzungen weitere 50.000 ungarische Juden umgekommen.
Als Außenminister wollte Kemény die diplomatische Anerkennung der neutralen Staaten erreichen und er musste daher Wallenberg entgegenkommen. Auch Elisabeth Kemény wirkte auf ihren Mann ein, dass die ungarische Regierung diese Schutzpässe weiterhin anerkenne, und Kemény führte in der Kabinettssitzung am 29. Oktober 1944 einen solchen Beschluss herbei, der über Rundfunk bekanntgegeben wurde. Gábor Kemény geriet dadurch in einen persönlichen Zwiespalt, denn er war Ideologe der Pfeilkreuzler und damit Mittäter an der ungarischen Judenverfolgung. Er war als Außenminister Anlaufstelle der Beschwerden der in Budapest noch anwesenden Botschaften und versuchte ihnen „entgegenzukommen“.
Nach der Befreiung Ungarns floh Kemény nach Österreich und gelangte schließlich am 3. Mai 1945 wieder nach Meran, wohin seine hochschwangere Frau bereits am 4. Dezember 1944 abgereist war, die somit Raoul Wallenberg nicht mehr wiedergesehen hat. Kemény wurde dort von den Amerikanern festgenommen und von diesen am 3. Oktober 1945 an Ungarn ausgeliefert, da die Drei Mächte in der Moskauer Deklaration vom 1. November 1943 vereinbart hatten, dass alle Kriegsverbrecher, außer den Hauptkriegsverbrechern, in den Ländern vor Gericht gestellt werden sollten, in denen sie ihre Verbrechen begangen hatten.
Kemény wurde wegen Verbrechen gegen die Menschlichkeit während des Zweiten Weltkriegs vor dem ungarischen Volkstribunal angeklagt und zusammen mit Ferenc Szálasi und anderen Politikern zum Tode verurteilt und eine Woche nach der öffentlichen Hinrichtung von Szálasi, Gábor Vajna, Károly Beregfy und József Gera am 19. März 1946 in Budapest gemeinsam mit Sándor Csia und Jenő Szöllősi gehenkt.

## Oper, Film
- Elisabeth Kemény und Gábor Kemény haben Rollen in der Oper Raoul. Szenische Uraufführung am 21. Februar 2008 am Theater Bremen. Komponist Gershon Kingsley, Libretto Michael Kunze
- Film: Wallenberg: A Hero's Story, (1985). Dir. Lamont Johnson. Baroness Lisl Kemeny: Alice Krige; Baron Gabor Kemeny: Stuart Wilson

## Schriften
Übersetzte Zeitschriftenartikel im Bestand der Deutschen Nationalbibliothek (DNB)
- Die Zeit der völkischen Einheit in Donaueuropa : Das Vorspiel der ungarischen Nationalitätenpolitik von Pázmány bis Rákóczi, Wien 1943
- Die politischen Reden und die geistige Hinterlassenschaft Miklós Barthas, Wien 1943
- Nationserziehung und Nationalitätenfrage, Wien 1942
- Die Nationalitätenartikel des Miklós Bartha, Wien 1941

Im Verzeichnis der ÖNB sind zwanzig Einträge zu Schriften von Gábor Kemény in ungarischer Sprache.